# Pseudopimelodus bufonius
Pseudopimelodus bufonius es una especie de peces de la familia Pseudopimelodidae en el orden de los Siluriformes.

## Morfología
• Los machos pueden llegar alcanzar los 24,5 cm de longitud total.

## Hábitat
Es un pez de agua dulce y de clima tropical.

## Distribución geográfica
Se encuentra en los ríos del noreste de Sudamérica desde el lago Maracaibo hasta el este de Brasil.